# Eyguières
Eyguières é uma comuna francesa na região administrativa da Provença-Alpes-Costa Azul, no departamento de Bouches-du-Rhône. Estende-se por uma área de 68,75 km². Em 2010 a comuna tinha 7 089 habitantes (densidade: 103,1 hab./km²).